# 燃焼度 (原子力)
燃焼度（ねんしょうど、burnup、燃料利用率 (fuel utilization)とも呼ばれる）とは、核燃料の消費の度合いを示す数値で、単位は重量あたりの熱出力(MWd/t)である。すなわち核燃料の燃焼度は原子炉で使用される期間が長いほど核燃料が消費されるため高い数値を示す。 
原子力技術では、 燃焼度は、主要な核燃料源から抽出されるエネルギーの量の尺度であり、これは %FIMA（初期金属原子あたりの核分裂）で核分裂を受けた燃料原子の割合として、およびギガワット日 / 重金属の メートルトン （GWd / tHM）、または同様の単位で示す。

## 燃焼度の測定
パーセンテージで表される。最初の重金属原子の5 %が核分裂した場合、燃焼度は5 %となる。 原子炉運転では、このパーセンテージは測定が難しいため、別の定義が推奨される。これは、プラントの火力に運転時間を掛け、初期燃料負荷の質量で割ることによって計算できる。 たとえば、熱出力3000 MW（電気出力1000 MWに相当する）プラントは24 トンの濃縮ウラン （tU）を使用し、1年間フルパワーで稼働する。燃料の平均燃焼度は（3000 MW・365 d）/ 24メートルトン = 45.63 GWd / t、または45,625 MWd / tHM（HMは重金属を表し、トリウム、ウラン、プルトニウムなどのアクチニドを意味する。 ）。

## 歴史
ジェネレーションIIリアクターは通常、約40   GWd / tU。 新しい燃料技術を特に使用することにより、核毒物 の同じ原子炉は現在60  GWd / tU までに達成することができる。 非常に多くの核分裂が発生した後、 核分裂生成物の蓄積が連鎖反応を阻害し、原子炉を停止して燃料補給する必要がある。   